# Sint-Chadkathedraal
De Sint-Chadkathedraal is de rooms-katholieke kathedraal en basiliek van Birmingham. Het is de kathedraal van het aartsbisdom Birmingham. In Birmingham staat ook een anglicaanse kathedraal.

## Geschiedenis
De Sint-Chadkathedraal werd ontworpen door Augustus Pugin. De eerste steen werd gelegd in oktober 1839. Minder dan twee jaar later, op 21 juni 1841, kon het gebouw worden ingewijd als kerk. In 1852 kreeg de kerk de status van kathedraal, nadat paus Pius IX in 1850 de bisschoppelijke hiërarchie in Engeland had hersteld.
Op 22 november 1940 werd de kerk gebombardeerd door nazi-Duitsland. De schade viel echter mee, doordat de brand die ontstond werd geblust door water dat uit de gebroken buizen van de centrale verwarming kwam. In 1941 kreeg de kathedraal de status van basiliek van paus Pius XII.